# Wei Yili
Wei Yili (født 24. juni 1982 i Yichang) er en kinesisk badmintonspiller. Hendes største internationale sejr, var da hun repræsenterede Kina under Sommer-OL 2008 i Beijing, Kina og vandt en bronzemedalje sammen med Zhang Yawen.

## Links
- Wei Yilis profil på Olympics.com (engelsk)
- Wei Yilis profil på Olympic.org (arkiveret) (engelsk)
- Wei Yilis profil på Sports-Reference OL-resultater (arkiveret) (engelsk)
- Wei Yilis profil på Olympedia (engelsk)
- Wei Yilis profil hos BWF (engelsk)
- Wei Yilis profil hos BWF (engelsk)